# Sirime

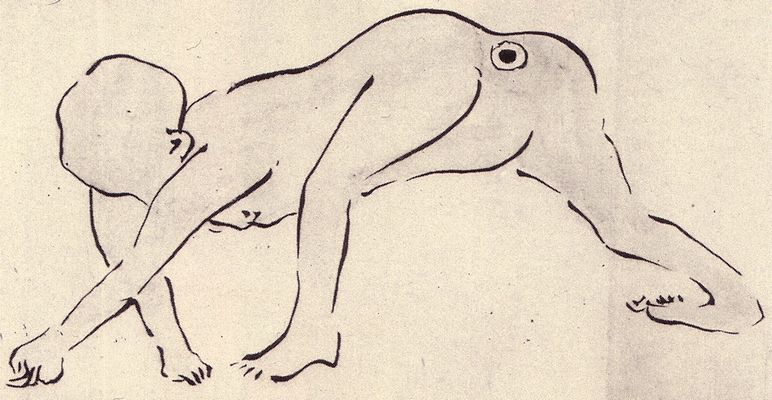
Josza no Buszon Sirime című rajza.

A sirime (尻目; Hepburn: shirime), magyarul "fenékszem", másik nevén nuppori-bózu (ぬっぽり坊主; Hepburn: nuppori-bōzu) egy japán jókai, melynek legismertebb tulajdonsága, hogy az ánusza helyén egy szemgolyó található.
A mondák szerint egy Kiotó felé vezető, északnyugati úton lehetett vele találkozni. A gyanútlan járókelő elé ugorva először levetette a ruháját, majd megfordult és lehajolt, így fedve fel a fenekében rejtőző egyetlen szemet, mely lámpaként villant fel, ezzel próbálva megijeszteni az embereket. Az elbeszélések alapján a sirime csak szórakozásból teszi ezt, nincsenek hátsó szándékai.
A sirimének nincsen szeme az arcán, mely ehelyett egy sima bőrfelület. Ennélfogva gyakran a noppera-bók közé sorolják, melyek többnyire átváltozott, az embereket szintén csak ijesztgetni kívánó emberek vagy állatok.
A történetet a haiku költő és művész Josza no Buszon jegyezte fel Buszon Jókai Emaki című művében.
1. ↑   日本妖怪大事典, 178頁. o.
2. ↑  http://hyakumonogatari.com/2012/08/19/shirime-eyeball-butt/
3. ↑  Murakami, Kenji (2000). Yōkai Jiten, p.192. Tokyo: The Mainichi Newspaper Company. ISBN 4-620-31428-5.